# Новая Жуковка (Базарно-Карабулакский район)
 Новая Жуковка — село в Базарно-Карабулакском районе Саратовской области в составе городского поселения Свободинское муниципальное образование.

## География
Находится на расстоянии примерно 15 километров по прямой на восток-северо-восток от районного центра поселка Базарный Карабулак.

## История
Официальная дата основания 1687 год. Помимо крепостных из Старой Жуковки новая деревня была заселена русским помещиком Иваном Жуковым крестьянами-переселенцами из Нижегородской, Симбирской, Пензенской губерний и из Саратовского и Петровского уездов. В 1752 году была построена деревянная Успенская церковь (в 1833 году перестроена в каменную). В XIX веке село принадлежало помещикам Гладковым, которые имели в селе суконную фабрику (в 1878 году разобрана на кирпичи). В 1910 году в Новой Жуковке в 141 домохозяйстве проживало 917 человек. В послевоенные годы Новая Жуковка была частью колхоза «Дружба» (с центральной усадьбой в Казанле).
До 2018 года входило в Хватовское муниципальное образование.

## Население
Постоянное население составляло 138 человек в 2002 году (русские 88 %), 149 в 2010.